# バーゼル問題
バーゼル問題（バーゼルもんだい、英: Basel problem）は、級数の問題の一つで、平方数の逆数全ての和はいくつかという問題である。ヤコブ・ベルヌーイやレオンハルト・オイラーなどバーゼル出身の数学者がこの問題に取り組んだことからこの名前で呼ばれる。

## 概説

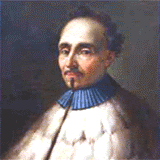
ピエトロ・メンゴリ

1644年にピエトロ・メンゴリが「平方数の逆数全ての和は収束するか？仮に収束するとしてそれは幾らの数値に収束するか？」という問題を提起した。この問題は何人もの数学者が解決に挑み、中でもヤコブ・ベルヌーイは1689年にこの問題について取り組んだものの解決には至らなかった。
ベルヌーイに学んだレオンハルト・オイラーは、1735年にこの問題を平方数に限らず、自然数の偶数乗の逆数和について一般化した形式で解決した。ベルンハルト・リーマンはそのアイディアを取り入れることでゼータ関数を定義し、その性質を調べることに繋がった（1859年の論文「与えられた数より小さい素数の個数について」）。
平方数の逆数和は
{\displaystyle \sum _{n=1}^{\infty }{\frac {1}{n^{2}}}=\lim _{n\to \infty }\left({\frac {1}{1^{2}}}+{\frac {1}{2^{2}}}+\cdots +{\frac {1}{n^{2}}}\right)}
と表せる。これは、ゼータ関数
{\displaystyle \zeta (s)=\sum _{n=1}^{\infty }{n^{-s}}}
の s = 2 における値 ζ(2) でもある。その値は π2/6 (= 1.644934…) である（π は円周率）。オイラー積によれば
{\displaystyle \sum _{n=1}^{\infty }{\frac {1}{n^{2}}}=\prod _{p{\text{: prime}}}{\frac {1}{1-p^{-2}}}={\frac {1}{{1-({\frac {1}{2}}})^{2}}}\cdot {\frac {1}{{1-({\frac {1}{3}}})^{2}}}\cdot {\frac {1}{{1-({\frac {1}{5}}})^{2}}}\cdot \cdots }
となる。

## 収束することの証明
比較判定法による。
{\displaystyle {\frac {1}{n^{2}}}<{\frac {1}{n(n-1)}}}、({\displaystyle n\geq 2})であることを利用し、
{\displaystyle {\begin{aligned}\sum _{n=1}^{\infty }{\frac {1}{n^{2}}}&=1+\sum _{n=2}^{\infty }{\frac {1}{n^{2}}}<1+\sum _{n=2}^{\infty }{\frac {1}{n(n-1)}}\\&=1+\sum _{n=2}^{\infty }\left({\frac {1}{n-1}}-{\frac {1}{n}}\right)\\&=1+\left({\frac {1}{1}}-{\frac {1}{2}}\right)+\left({\frac {1}{2}}-{\frac {1}{3}}\right)+\left({\frac {1}{3}}-{\frac {1}{4}}\right)+\cdots \\&=2\\\end{aligned}}}
である。したがってこの級数は収束する。一般にゼータ関数 ζ(s) は Re s > 1 の範囲で収束する。

## オイラーの解法
オイラーは、sin x のマクローリン展開を利用して解く方法を編み出した。まずは sin x を
{\displaystyle \sin x={\frac {x^{1}}{1!}}-{\frac {x^{3}}{3!}}+{\frac {x^{5}}{5!}}-{\frac {x^{7}}{7!}}+\cdots }
と展開する。この両辺を x で割ると
{\displaystyle (1)\qquad {\frac {\sin x}{x}}={\frac {1}{1!}}-{\frac {x^{2}}{3!}}+{\frac {x^{4}}{5!}}-{\frac {x^{6}}{7!}}+\cdots }
となる。左辺はちょうど x = ±nπ（n は正の整数）のとき 0 であるから、右辺を形式的に以下のように「因数分解」できる。
{\displaystyle {\frac {\sin x}{x}}=\left(1-{\frac {x}{1\pi }}\right)\left(1+{\frac {x}{1\pi }}\right)\left(1-{\frac {x}{2\pi }}\right)\left(1+{\frac {x}{2\pi }}\right)\left(1-{\frac {x}{3\pi }}\right)\left(1+{\frac {x}{3\pi }}\right)\cdots .}
隣接する2項を掛け合わせると
{\displaystyle (2)\qquad {\frac {\sin x}{x}}=\left(1-{\frac {x^{2}}{1^{2}\pi ^{2}}}\right)\left(1-{\frac {x^{2}}{2^{2}\pi ^{2}}}\right)\left(1-{\frac {x^{2}}{3^{2}\pi ^{2}}}\right)\cdots .}
(1) と (2) の右辺の x2 の係数は
{\displaystyle (1)\colon -{\frac {1}{3!}}=-{\frac {1}{6}},}
{\displaystyle (2)\colon -\left({\frac {1}{1^{2}\pi ^{2}}}+{\frac {1}{2^{2}\pi ^{2}}}+{\frac {1}{3^{2}\pi ^{2}}}+\cdots \right)=-{\frac {1}{\pi ^{2}}}\sum _{n=1}^{\infty }{\frac {1}{n^{2}}}}
である。これらは等しいはずなので
{\displaystyle -{\frac {1}{\pi ^{2}}}\sum _{n=1}^{\infty }{\frac {1}{n^{2}}}=-{\frac {1}{6}}}
である。ゆえに、求める級数の値は
{\displaystyle \sum _{n=1}^{\infty }{\frac {1}{n^{2}}}={\frac {\pi ^{2}}{6}}}
である。なおオイラーは一般的に、k 番目のベルヌーイ数を Bk とすると
{\displaystyle \sum _{n=1}^{\infty }{\frac {1}{n^{2k}}}=(-1)^{k+1}{\frac {B_{2k}(2\pi )^{2k}}{2(2k)!}}}
が成り立つことも示した。

## フーリエ解析を用いた解法
放物線をフーリエ級数で表す方法を用いる。
{\displaystyle f(x)={\frac {x^{2}}{4}}\quad (-\pi \leq x\leq \pi )}
を考える。この放物線は偶関数であるから余弦関数で展開できる：
{\displaystyle {\frac {x^{2}}{4}}={\frac {a_{0}}{2}}+\sum _{n=1}^{\infty }a_{n}\cos nx.}
ここで
{\displaystyle a_{0}={\frac {1}{\pi }}\int _{-\pi }^{\pi }{\frac {x^{2}}{4}}\,dx={\frac {{\pi }^{2}}{6}}}
であり、an (n ≥ 1) は
{\displaystyle {\frac {1}{\pi }}\int _{-\pi }^{\pi }{\frac {x^{2}}{4}}\cos nx\,dx={\frac {(-1)^{n}}{n^{2}}}}
である。ゆえに、f(x) のフーリエ級数は
{\displaystyle f(x)={\frac {\pi ^{2}}{12}}+\sum _{n=1}^{\infty }{\frac {(-1)^{n}}{n^{2}}}\cos nx}
であり、両辺に x = π を代入すると
{\displaystyle {\frac {{\pi }^{2}}{4}}={\frac {{\pi }^{2}}{12}}+\sum _{n=1}^{\infty }{\frac {1}{n^{2}}}}
となる。ゆえに、バーゼル問題の解
{\displaystyle \sum _{n=1}^{\infty }{\frac {1}{n^{2}}}={\frac {{\pi }^{2}}{6}}}
が得られる。